# Burgebrach

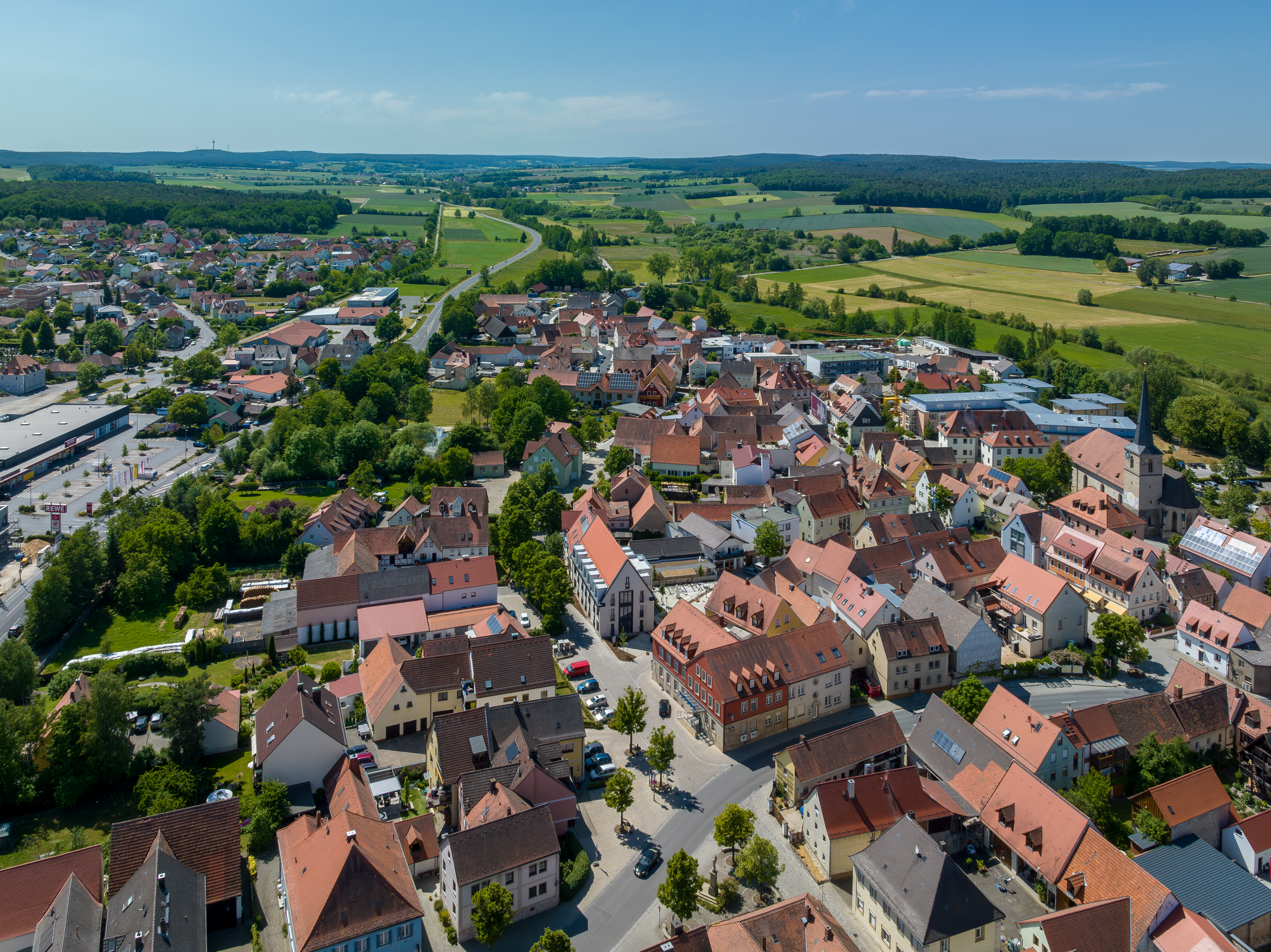
Blick auf die Ortsmitte von Burgebrach

Burgebrach [bʊrkˈeːbrax] (fränkisch: Bägäbrich) ist ein Markt im oberfränkischen Landkreis Bamberg, Sitz der Verwaltungsgemeinschaft Burgebrach und zählt zur Metropolregion Nürnberg.

## Geografie

### Geografische Lage
Burgebrach gilt als östliches Tor zum Steigerwald an der Einmündung der Mittleren Ebrach in die Rauhe Ebrach. Es befindet sich an der Bundesstraße 22 auf halbem Weg zwischen Bamberg und Ebrach.

### Nachbargemeinden
Der Markt grenzt (von Norden beginnend im Uhrzeigersinn) an Lisberg, Walsdorf, Stegaurach, Frensdorf, Pommersfelden, Mühlhausen (Landkreis Erlangen-Höchstadt), Schlüsselfeld, Burgwindheim und Schönbrunn im Steigerwald.

### Gemeindegliederung
Burgebrach hat 27 Gemeindeteile (in Klammern sind der Siedlungstyp und die Einwohnerzahlen vom 31. Dezember 2020 angegeben)
- Ampferbach (Pfarrdorf, 329)
- Büchelberg (Dorf, 59)
- Burgebrach (Hauptort, 3972)
- Dietendorf (Dorf, 226)
- Dippach (Dorf, 66)
- Dürrhof (Dorf, 76)
- Failshof (Weiler, 31)
- Försdorf (Einöde, 10)
- Grasmannsdorf (Dorf, 268)
- Hirschbrunn (Dorf, 128)
- Klemmenhof (Weiler, 29)
- Krumbach (Weiler, 46)
- Küstersgreuth (Weiler, 28)
- Magdalenenkappel (Einöde, 9)
- Manndorf (Weiler, 31)
- Mönchherrnsdorf (Pfarrdorf, 205)
- Mönchsambach (Dorf, 83)
- Oberharnsbach (Dorf, 286)
- Oberköst (Pfarrdorf, 223)
- Schatzenhof (Weiler, 11)
- Stappenbach (Pfarrdorf, 382)
- Tempelsgreuth (Dorf, 91)
- Treppendorf (Kirchdorf, 204)
- Unterharnsbach (Dorf, 128)
- Unterneuses (Kirchdorf, 210)
- Vollmannsdorf (Weiler, 56)
- Wolfsbach (103)

Es gibt die Gemarkungen Ampferbach, Burgebrach, Burgwindheim (nur Gemarkungsteil 0), Grasmannsdorf, Mönchherrnsdorf, Mönchsambach, Oberharnsbach, Oberköst, Stappenbach, Treppendorf, Unterneuses und Vollmannsdorf.

## Geschichte

### Bis zur Gemeindegründung
Die erste Bezeichnung des Ortes im Jahre 1023 war „Urbs Ebraha“. Kaiser Heinrich II. schenkte ihn dem Bistum Würzburg, das Burgebrach 1377 an das Hochstift Bamberg verkaufte. Burgebrach war Urpfarrei für über 40 Orte der Umgebung. Das Marktrecht erhielt es am 21. August 1472 durch den Bamberger Bischof Georg von Schaumburg.
1499 mussten auf Verlangen des Bischofs drei Wehrtürme errichtet werden, dafür erließ er dem Ort die Steuern. Mauern wurden nicht benötigt, da die sumpfigen Wiesen und die beiden Ebracharme lange Zeit feindliche Angriffe verhinderten. So blieb Burgebrach im Hussitenkrieg und im Bauernkrieg verschont. Erst 1550 wurde es von dem berüchtigten Markgrafen Albrecht Alcibiades angegriffen und am 16. Februar 1632 im Dreißigjährigen Krieg durch die Schweden mit Plünderungen und Brandschatzungen heimgesucht. 1706 mussten an die Franzosen umfangreiche Geld- und Naturalabgaben geleistet werden.
Mit dem Reichsdeputationshauptschluss von 1803 kam der Ort vom Hochstift Bamberg, das ab 1500 im Fränkischen Reichskreis lag, zu Bayern.

### Eingemeindungen
Vor 1972 gehörte lediglich das kleine Dorf Försdorf zu Burgebrach. Im Zuge der Gebietsreform in Bayern wurden am 1. Januar 1972 die Gemeinden Grasmannsdorf, Mönchsambach (mit Dippach und Wolfsbach), Oberköst (mit Hirschbrunn, Küstersgreuth und Tempelsgreuth), Stappenbach, Treppendorf, Unterneuses (mit Failshof) und Vollmannsdorf (mit Dürrhof, Klemmenhof, Krumbach, Manndorf und Schatzenhof) eingemeindet. Am 1. Januar 1976 folgte die Gemeinde Mönchherrnsdorf (mit Büchelberg und Magdalenenkappel), am 1. Januar 1978 die Gemeinde Oberharnsbach (mit Unterharnsbach) und am 1. Mai 1978 die Gemeinde Ampferbach (mit Dietendorf).

### Einwohnerentwicklung
Im Zeitraum 1988 bis 2018 wuchs der Markt von 5121 auf 6882 um 1761 Einwohner bzw. um 34,4 %.
| Jahr      | 1961 | 1970 | 1987 | 1991 | 1995 | 2000 | 2005 | 2010 | 2015 | 2020 | 2023 |
| --------- | ---- | ---- | ---- | ---- | ---- | ---- | ---- | ---- | ---- | ---- | ---- |
| Einwohner | 4455 | 4761 | 5037 | 5344 | 5827 | 6212 | 6448 | 6483 | 6673 | 7019 | 7174 |

## Religion
Laut Zensus am 9. Mai 2011 sind 78,8 % der Einwohner römisch-katholisch und 11,6 % evangelisch-lutherisch. 9,6 % haben eine andere Religion oder sind konfessionslos.

### Jüdische Bevölkerung
Die jüdische Gemeinde Burgebrach, 1451 erstmals urkundlich erwähnt, hörte 1926 auf zu existieren.

## Politik

### Bürgermeister
Bürgermeister ist seit 1. Mai 2014 Johannes Maciejonczyk (CSU), der bei einem Gegenkandidaten 58,2 % der Stimmen erhielt und 2020 ohne Gegenkandidaten mit 97 % der Stimmen bestätigt wurde.
Sein Vorgänger war seit 1990 Georg Bogensperger (CSU), der sich 2008 mit 62,18 % der Stimmen gegen Andreas Alt (SPD) durchsetzte. 2002 hatte er mit 92,89 % der Stimmen ohne Gegenkandidaten gewonnen.

### Marktgemeinderat
Der Marktgemeinderat besteht aus 20 Mitgliedern und dem ersten Bürgermeister. Die Sitzverteilung in der Wahlperiode 2020/2026 sieht folgendermaßen aus:
- CSU 7
- Freie Wähler-Überparteiliche Christliche Wählergemeinschaft 3
- Wählergemeinschaft Oberer Grund 3
- WG Oberköst-Hirschbrunn-Treppendorf 2
- Ampferbach-Dietendorfer Liste 2
- Christliche Wählergemeinschaft Stappenbach 1
- Wählergemeinschaft Unterneuses 1
- Wählergemeinschaft Grasmannsdorf 1

### Gemeindepartnerschaften
Mit der Gemeinde Kapsweyer in Rheinland-Pfalz besteht seit 1983 eine Partnerschaft.

### Wappen
| | Blasonierung: „In Rot über grünem Schildfuß auf gewelltem, blauem Balken stehend eine silberne Burg mit Treppengiebel über dem offenen Tor, beiderseits je ein silberner Zinnenturm mit blauem Spitzdach.“ |
| Wappenbegründung: Das Hochstift Bamberg erwarb im späten 14. Jahrhundert durch Tausch den Ort mit Zentgericht vom Hochstift Würzburg. Bischof Georg von Schaumburg (1459 bis 1475) verlieh dem Ort 1472 das Marktrecht. Von Bischof Philipp Graf von Henneberg (1475 bis 1487) erhielt der Markt 1480 das Wappen. Die Burg und der gewellte blaue Balken stehen redend für den Ortsnamen. | |

## Kultur und Sehenswürdigkeiten

### Sehenswürdigkeiten

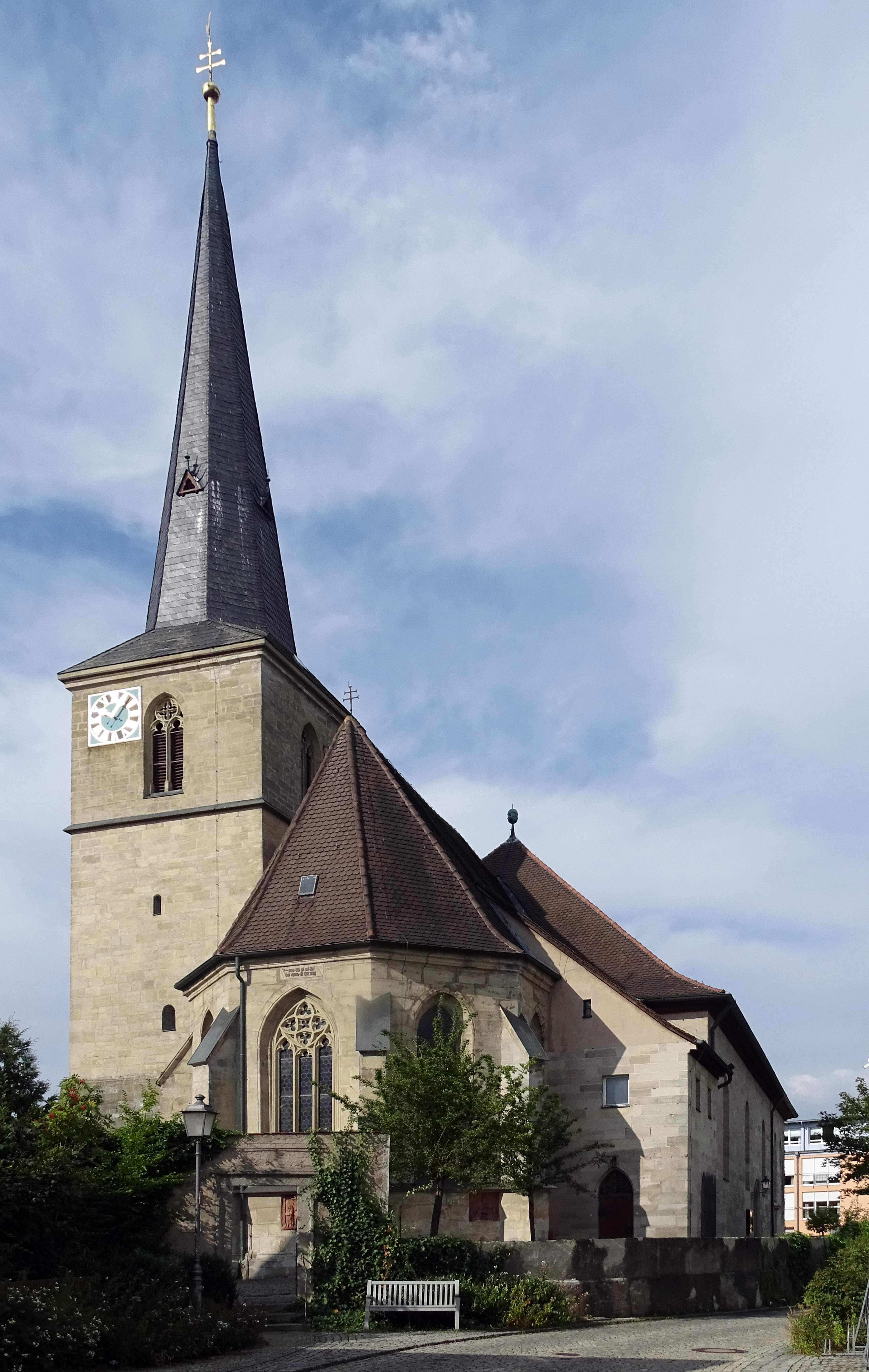
Pfarrkirche St. Vitus

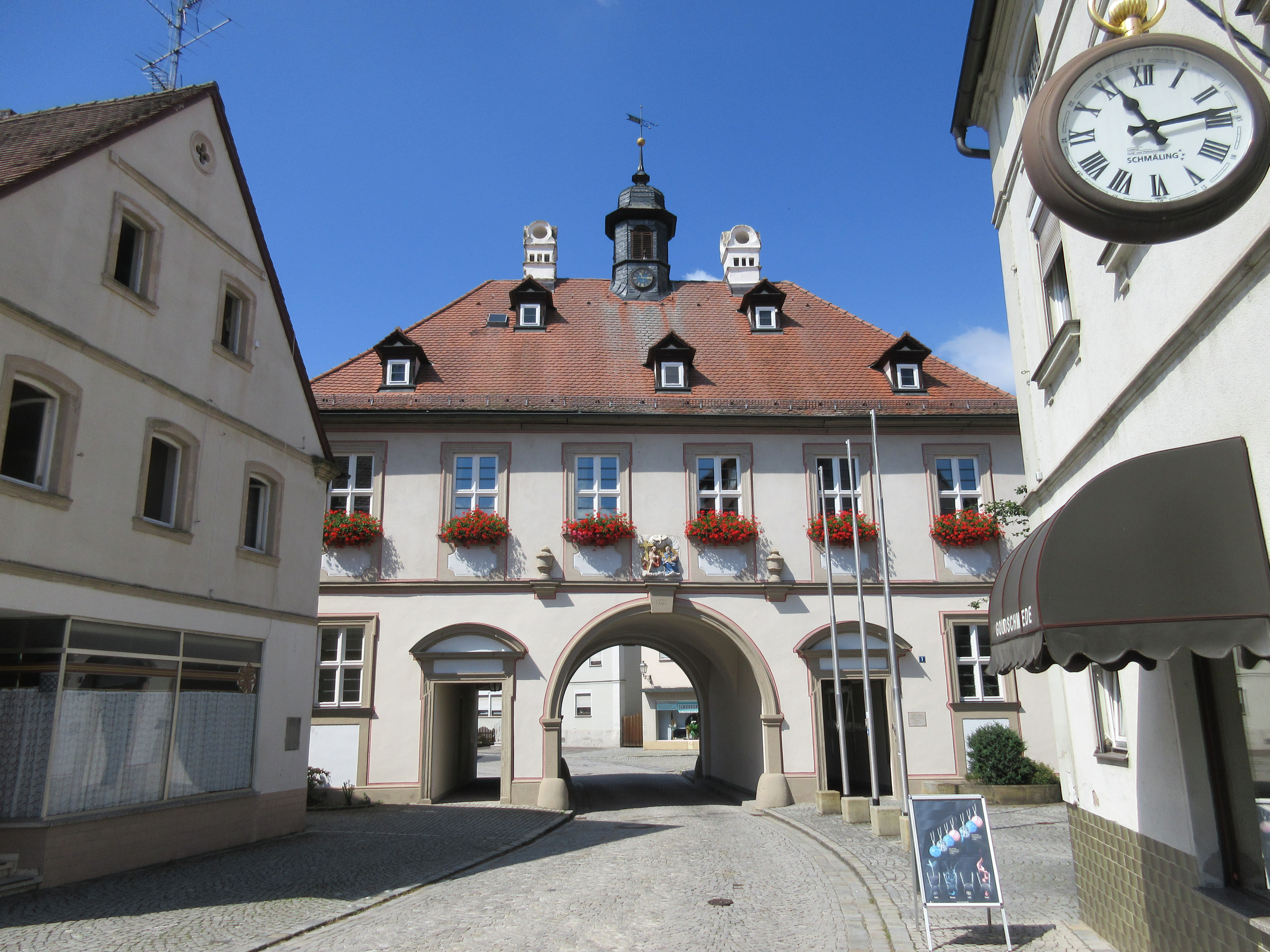
Torhaus des Oberen Tores aus dem Jahre 1720; es dient als Rathaus

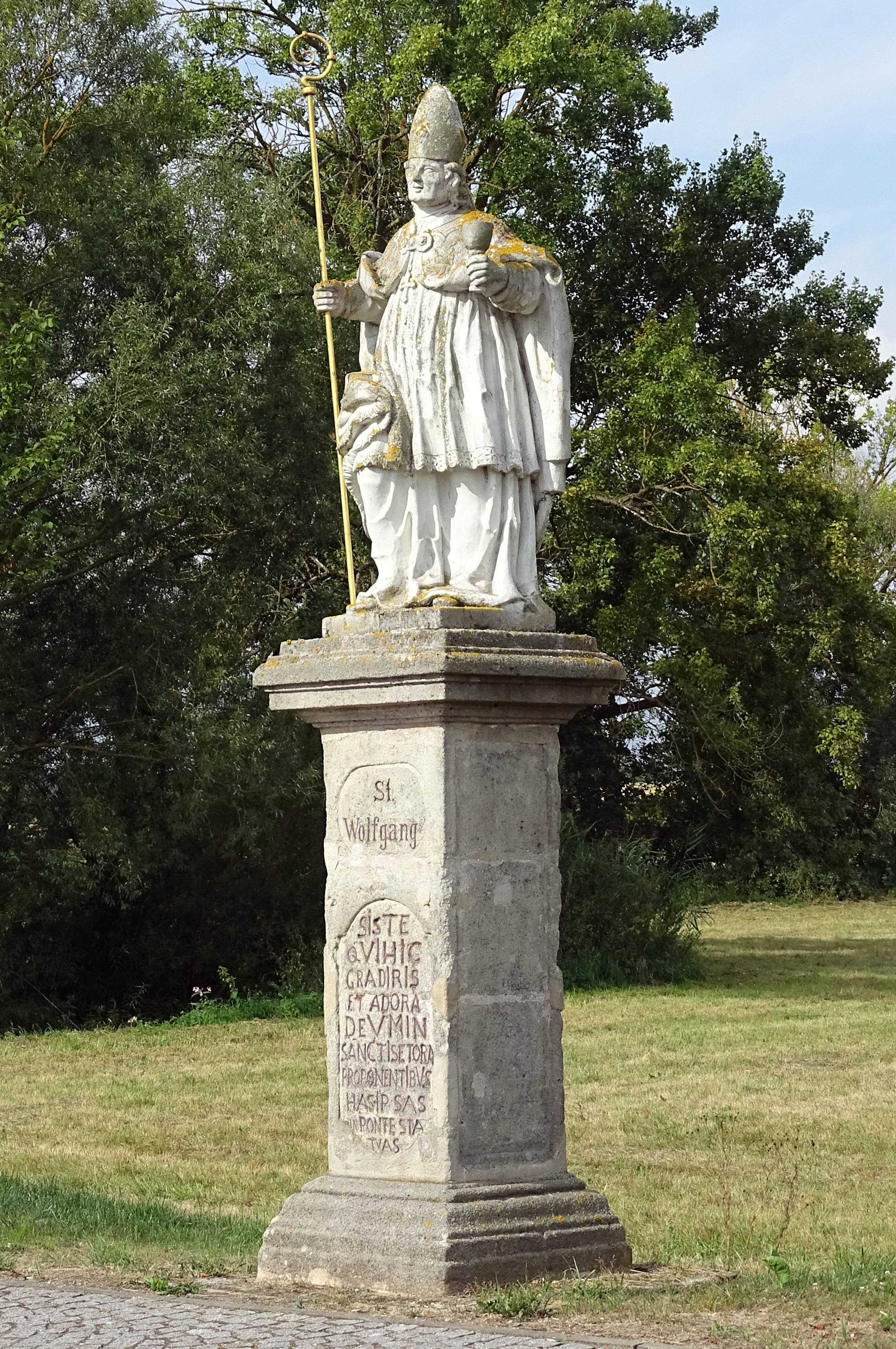
Sandsteinfigur von St. Wolfgang an der Nikolaibrücke bei Grasmannsdorf

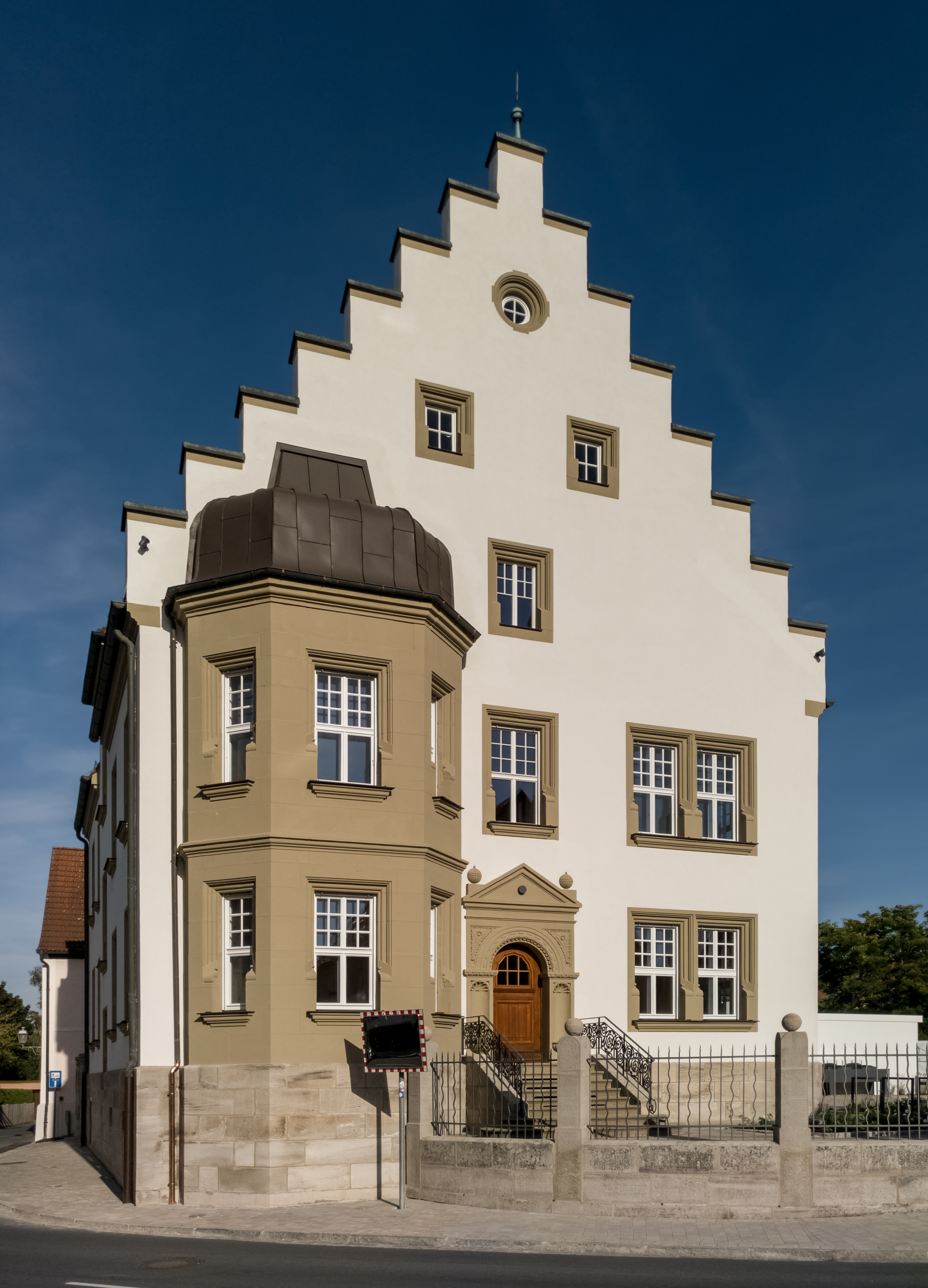
Pfarrhaus in Burgebrach

- Die Pfarrkirche St. Vitus wurde erstmals 1154 genannt. In ihr vereinigen sich gotische und barocke Elemente. Der Bau des Turmes wurde im 13. Jahrhundert begonnen, ein Anbau stammt aus 1923. Abt Wilhelm Söllner von der Zisterze Ebrach beauftragte 1730 Balthasar Neumann, bei Erhaltung von Turm und Chor einen Neubau zu entwerfen. Den Entwurf lehnte der Abt allerdings als zu teuer ab. Im Chorraum stehen auf der rechten Seite die Stifterfiguren des Bistums Bamberg, Kaiser Heinrich und Kaiserin Kunigunde aus der Schule von Veit Stoß.
- Auf dem Kirchplatz steht eine Ölberggruppe in einem sechseckigen Sandsteingehäuse
- Das Pfarrhaus war früher ein fürstbischöfliches Jagdschloss und wurde 1909 im Neorenaissance-Stil umgestaltet
- Von einst drei Toren (Baderstor, Veltertor, Oberes Tor) ist nur das Letztere mit dem Torhaus aus dem Jahre 1720 erhalten; es dient mit dem angebauten Verwaltungsgebäude als Rathaus
- Von der einstigen Burg Windeck an der alten Hochstraße bei Ampferbach ist nur noch der Burggraben vorhanden. Die Stelle ist mit einem Gedenkstein gekennzeichnet.
- Ehemaliges Amtsgericht, später Kreiskrankenhaus, jetzt Bürgerhaus
- Sandsteinfiguren von sieben Heiligen an der Nikolaibrücke bei Grasmannsdorf
- Viele Kleindenkmäler, wie Wegkapellen, Martern und Bildstöcke

### Regelmäßige Veranstaltungen
- Die Kirchweih (Kerwa) findet jährlich am Sonntag nach Michaeli (29. September), also am letzten September- oder ersten Oktoberwochenende auf dem Festplatz statt.
- In jedem Quartal (jeweils am zweiten Sonntag im März, Juni, September und Dezember) werden Märkte in Burgebrach veranstaltet.

## Wirtschaft und Infrastruktur
Burgebrach ist seit 2018 Mittelzentrum und hat ein eigenes Krankenhaus, die Steigerwaldklinik Burgebrach. Auch gibt es sehr viel Einzelhandel. Ferner sind ein Automobilzulieferer und ein Musikinstrumente- und Tontechnikhandel (Musikhaus Thomann) ansässig, das nach eigenen Angaben größte Musikhaus Europas.

### Brauereien
Auf dem Gebiet von Burgebrach gibt es noch fünf Brauereien, die ihr Bier selbst herstellen: die Brauerei Schwan in Burgebrach, die Brauerei Herrmann in Ampferbach, die Brauerei Max in Ampferbach, die Brauerei Kaiser in Grasmannsdorf und die Brauerei Zehendner in Mönchsambach. Zwei weitere Brauereien lassen ihr Bier in einer anderen Braustätte produzieren: die Brauerei Werner in Ampferbach und die Brauerei Dressel in Stappenbach (1976 stillgelegt). Bis 1998 braute die Brauerei zur Post in Unterneuses und bis 1981 die Fischerbräu, ebenfalls in Unterneuses.

### Verkehr
Durch Burgebrach verlaufen die Staatsstraße 2262 (Schlüsselfeld - Unterhaid) und die Bundesstraße 22 (Bamberg – Würzburg). Die Bundesautobahn 3 ist über die Anschlussstellen Schlüsselfeld oder Pommersfelden zu erreichen. Weiterhin beginnt die Staatsstraße 2263 im Gemeindeteil Unterneuses, die über Höchstadt an der Aisch nach Fürth führt. Auch die Staatsstraße 2279 von Unterfranken nach Bamberg führt durch das Gemeindegebiet sowie die Staatsstraße 2779, ein Ast. Mehrere Kreisstraßen durchqueren die Gemeinde, die BA 29 von Unterneuses nach Bamberg-Bug mit Anschluss bei Pettstadt zur Bundesstraße 505 sowie die BA 33 von Treppendorf nach Küstersgeuth, also vollständig auf Gemeindegebiet gelegen und die BA 45 von Oberköst nach Steppach (Pommersfelden). Viele Gemeindeverbindungsstraßen durchziehen die Gemeinde. Von Oberköst nach Decheldorf (Gemeinde Mühlhausen) wird die Bezirksgrenze nach Mittelfranken überquert.
Der Bahnhof Burgebrach lag an der Bahnstrecke Strullendorf–Ebrach. Die Strecke wurde 2003 stillgelegt und 2006 abgebaut. Auf der ehemaligen Bahnstrecke wurde 2009 der Radweg zwischen Frensdorf und Ebrach errichtet.
Etwa 2,5 km nordöstlich von Burgebrach liegt das Ultraleichtfluggelände Burgebrach.

## Freiwillige Feuerwehren
Freiwillige Feuerwehren bestehen in Burgebrach, Ampferbach/Dietendorf, Grasmannsdorf, Hirschbrunn/Tempelsgreuth/Küstersgreuth, Mönchherrnsdorf, Mönchsambach/Dippach/Wolfsbach, Ober-/Unterharnsbach, Oberköst, Stappenbach, Treppendorf, Unterneuses und Vollmannsdorf.

## Söhne und Töchter des Marktes
- Franz Anton Bieger (* 27. November 1833 in Burgebrach; † 23. April 1907 in Genderkingen), Dorfpfarrer und Komponist hauptsächlich kirchlicher Werke[12]
- Max Döllner (1874–1959), deutscher Mediziner und Heimatforscher
- Hans Bauer (1878–1937), deutscher Semitist
- Heinrich Gareis (1878–1951), deutscher Jurist, Polizeipräsident von Nürnberg und Regierungspräsident von Oberbayern
- Hans Brodmerkel (1887–1932), deutscher Politiker, Mitbegründer der Kommunistischen Partei Deutschlands
- Benno Stumpf (1897–1966), Abt von Stift Engelszell
- Günther Denzler (* 1948), ehemaliger Landrat des Landkreises Bamberg und ehemaliger Bezirkstagspräsident von Oberfranken
- Hedwig Röckelein (* 1956), Professorin und Historikerin
- Gerd Bauer (1957–2017), Zeichner und Modelleur, Kinderbuchillustrator, Cartoonist und Comiczeichner
- Thomas Kügel (* 1959), Film- und Theaterschauspieler
- Stefan Kügel (* 1962), deutscher Schauspieler, Puppenspieler, Musiker, Bühnenautor und bildender Künstler
- Thomas Schmauser (* 1972), Film- und Theaterschauspieler